# الكوكب الأزرق الجزء الثاني (وثائقي)
بثت السلسلة لأول مرة في 29 أكتوبر 2017 و كان البث موحد بين قنوات بي بي سي واحد، بي بي سي واحد HD، وبي بي سي الأرض، مما يجعلها أول سلسلة تاريخ طبيعي تعرض في نفس اليوم في المملكة المتحدة، وفي مناطق أوروبا الشمالية وآسيا.

## تأثير
كان للسلسلة الفضل في رفع مستوى الوعي عن التلوث الناتج عن البلاستيك محليا ودوليا، تأثير أطلق عليه اسم «تأثير الكوكب الأزرق».
بعد بث البرنامج في المملكة المتحدة، أعلنت بي بي سي عن نيتها تمامًا بمنع استخدام البلاستيك داخل المنظمة بحلول عام 2020. في أبريل 2018، ردًا على تزايد الدعم الشعبي المرتبط مباشرة بسلسلة الكوكب الأزرق، أعلنت الحكومة البريطانية أنها تدرس فرض حظر وطني على استخدام المنتجات البلاستيكية. وذُكر أيضًا أن قرار الملكة إليزابيث الثانية حظر زجاجات من البلاستيك أو القش عبر العقارات الملكية كان في جزء منه ردًا على السلسلة الوثائقية.

## وصلات خارجية
- قالب:BBC programmeبي بي سي برامجقالب:BBC programme
- الكوكب الأزرق الثاني في بي بي سي الأرض
- الكوكب الأزرق الثاني في بي بي سي الأرض آسيا
- الكوكب الأزرق الثاني في بي بي سي ميديا سنتر
- الكوكب الأزرق الثاني OpenLearn في الجامعة المفتوحة
- الكوكب الأزرق الجزء الثاني على موقع IMDb (الإنجليزية)
- الكوكب الأزرق الجزء الثاني على موقع ميتاكريتيك (الإنجليزية)
- الكوكب الأزرق الجزء الثاني على موقع روتن توميتوز (الإنجليزية)
- الكوكب الأزرق الجزء الثاني على موقع ليتربوكسد (الإنجليزية)
- الكوكب الأزرق الجزء الثاني على موقع كينوبويسك (الروسية)
- الكوكب الأزرق الجزء الثاني على موقع قاعدة بيانات الفيلم (الإنجليزية)
- الكوكب الأزرق الثاني في NHK (باليابانية)